# Мальтийский язык

Афразийские языки

Мальти́йский язы́к (самоназвание — malti) — семитский по происхождению язык мальтийцев, официальный язык Республики Мальта (наряду с английским) и один из официальных языков Европейского союза. Единственный семитский язык, записываемый при помощи латиницы.
В словарном составе мальтийского языка отмечается очень много слов романского происхождения (в частности, итальянского и сицилийского) — около половины всего словарного состава, в то время как слова семитского происхождения составляют около одной трети. Влияние романских языков отмечено также на уровне морфологии.

## Классификация
По своему происхождению мальтийский язык относится к семитской семье афразийской (семито-хамитской) макросемьи языков. Он близок к арабскому, особенно к его магрибскому диалекту, однако в настоящее время считается отдельным языком со своими синтаксическими, фонетическими и лексическими особенностями. В его лексике обнаруживается очень значительное по объёму романское влияние; в последнее столетие на него также оказывает влияние английский язык.

## Лингвогеография
Число говорящих на 2012 год — около 570 000 чел.
Статус мальтийского языка определяется в статье 5 главы I конституции Мальты:
1. Национальным языком Мальты является мальтийский.
2. Мальтийский и английский языки, а также и другой язык, который может быть утверждён парламентом (по закону, одобренному не менее, чем 2/3 всех членов палаты представителей), должны быть официальными языками Мальты, и администрация может использовать во всех своих официальных целях любой из этих языков, при условии, что любое лицо вправе обратиться к администрации на любом из официальных языков и ответ администрации данному лицу должен быть дан на том же языке.
3. Языком судопроизводства должен быть мальтийский, при условии, что парламент может издать постановление об использовании английского языка в случаях, и на условиях, определяемых в этом постановлении.
4. Палата представителей может, регулируя свои собственные процессуальные нормы, определить язык или языки, которые должны использоваться в работе парламента и в протоколировании.

Большинство населения Мальты двуязычно. Мальтийский язык используется в повседневном общении, в парламенте, в церкви, в СМИ, в Интернете. В разговоре мальтийский часто смешивается с английским.
На мальтийский как на официальный язык ЕС должны переводиться все официальные документы ЕС. В Интернете существует мальтийская версия портала Европейского союза.
На мальтийском языке также говорят в Австралии, в среде выходцев с Мальты и их потомков. У них сложился свой диалект — Maltraljan (Maltese Australian).

## История
Во время финикийской, позже карфагенской колонизации (800 до н. э. — 218 до н. э.) население мальтийских островов говорило на одном из финикийских (пунических) языков. На финикийском наречии продолжали говорить также в период римского (с 218 до н. э.), а после разделения империи на Западную и Восточную — «восточно-римского» (византийского) владычества (в 395—870 н. э.).
В 870 году острова были завоёваны арабами. Арабский язык распространился и среди коренного населения, в частности, благодаря своему родству с финикийским. При этом разговорная речь арабов и, соответственно, местного населения отличалась от классического письменного арабского. В этот период можно говорить о существовании двух диалектов: классический арабский письменный язык и сицилийско-арабский народно-разговорный язык, центром распространения которого стал Сицилийский эмират. После вторжения норманнов сицилийско-арабский язык был постепенно вытеснен с Сицилии, однако он сохранился на небольшом периферийном острове Мальта (хотя и испытал на себе сильное романское влияние). Именно от него и происходит нынешний мальтийский язык.
Новая ступень в истории языка началась с итало-норманнским завоеванием Мальты (с подачи Графства Сицилия) в 1090 году и присоединением её к Сицилии. В это время происходило смешение семитского по происхождению языка Мальты с романским языком её новых владык. Полной романизации населения, как и в римскую эпоху, не произошло, так как арабы продолжительное время оставались на островах и оказывали значительное культурное и языковое влияние, однако уже тогда в язык попали первые романские заимствования. Арабы покинули Мальту через 100—150 лет, и вследствие этого произошло размежевание мальтийского и арабского языков.
Мальта была связана с Сицилией на протяжении 440 лет, переходила вместе с ней от одной феодальной юрисдикции к другой, и в течение этого времени количество романских заимствований увеличивалось. К XV веку относится первый известный литературный текст на мальтийском языке — поэма «Il Cantilena».
Наиболее сильное романское воздействие язык испытал во время правления на Мальте рыцарского ордена Святого Иоанна — с 1530 по 1798 гг. В это время письменными языками были латынь и итальянский (сицилийский и классический), однако известны отдельные попытки писать и на мальтийском, например поэма Бонамико (Bonamico), 1672. Первая опубликованная книга на мальтийском языке — катехизис Виццино (Wizzino), датируется 1752 годом.
В 1800 году Мальта была присоединена к Великобритании. Несмотря на это, в течение XIX века английский язык не имел настолько высокого положения на Мальте, какое он имеет сегодня: официальным письменным языком оставался итальянский, разговорным — мальтийский.
Говоря об истории мальтийского языка, следует отметить деятельность Микиля Антона Вассалли (1764—1829). Он составил словарь мальтийского языка и описание мальтийской грамматики, перевёл на мальтийский часть Нового Завета.
В 1910 году был издан учебник грамматики мальтийского языка, автором которого был Василий Константинович Рудановский — российский консул на Мальте. 
В 1921 году Мальте было предоставлено самоуправление, по конституции официальными языками стали итальянский и английский. В 1936 году мальтийский получил статус официального языка взамен итальянского. Мальтийский и английский остались государственными языками и после провозглашения независимости Мальты в 1964 году.
1 мая 2004 года, в связи со вступлением Мальты в ЕС, мальтийский язык стал одним из официальных языков ЕС.

## Письменность
Мальтийский — единственный из семитских языков с письменностью на основе латинского алфавита. Его современное правописание было установлено в 1924 году.
Мальтийский алфавит:
| Буква  | МФА     | Произношение |
| ------ | ------- | --- |
| A, a   | ɐ       | а |
| B, b   | b / p   | б, в конце слова — п |
| Ċ, ċ   | t͡ʃ      | ч (часто пишется как c) |
| D, d   | d / t   | д, в конце слова — т |
| E, e   | ɛ       | э |
| F, f   | f       | ф |
| Ġ, ġ   | d͡ʒ      | дж (как англ. j в jump) |
| G, g   | ɡ / k   | г, в конце слова — к |
| GĦ, għ | ˤː, ħː  | Приводит к удлинению и фарингализации гласной (аналог арабского и ивритского айн), за исключением тех случаев, когда следует непосредственно за H, h, тогда произносится как двойное Ħ. |
| H      | —       | Не произносится, за исключением случаев, когда стоит в конце слова, тогда она произносится как Ħ.                                                                                       |
| Ħ, ħ   | ħ       | Глубокий х (аналог арабского ح ха) |
| I, i   | ɪ       | и |
| IE, ie | iː      | долгое и |
| J, j   | j       | й |
| K, k   | k       | к |
| L, l   | l       | л |
| M, m   | m       | м |
| N, n   | n       | н |
| O, o   | ɔ       | о |
| P, p   | p       | п |
| Q, q   | ʔ       | гортанная смычка — гортанный взрывной звук, образуется смыканием голосовых связок, за которым следует их резкое размыкание                                                              |
| R, r   | r       | р |
| S, s   | s       | с |
| T, t   | t       | т |
| U, u   | ʊ       | у |
| V, v   | v / f   | в, в конце слова — ф |
| W, w   | w       | губной звук, как английское w |
| X, x   | ʃ       | ш |
| Z, z   | t͡s / d͡z | ц, в некоторых заимствованных словах — дз |
| Ż, ż   | z / s   | з, в конце слова — с |

В алфавит иногда включают букву c (сортируется после ċ), однако эта буква встречается только в заимствованных словах, в основном итальянского и английского происхождения, например, camping — «кемпинг» (с другой стороны, во многих словах c заменяется на k, например, kompjuter — «компьютер», от англ. computer).

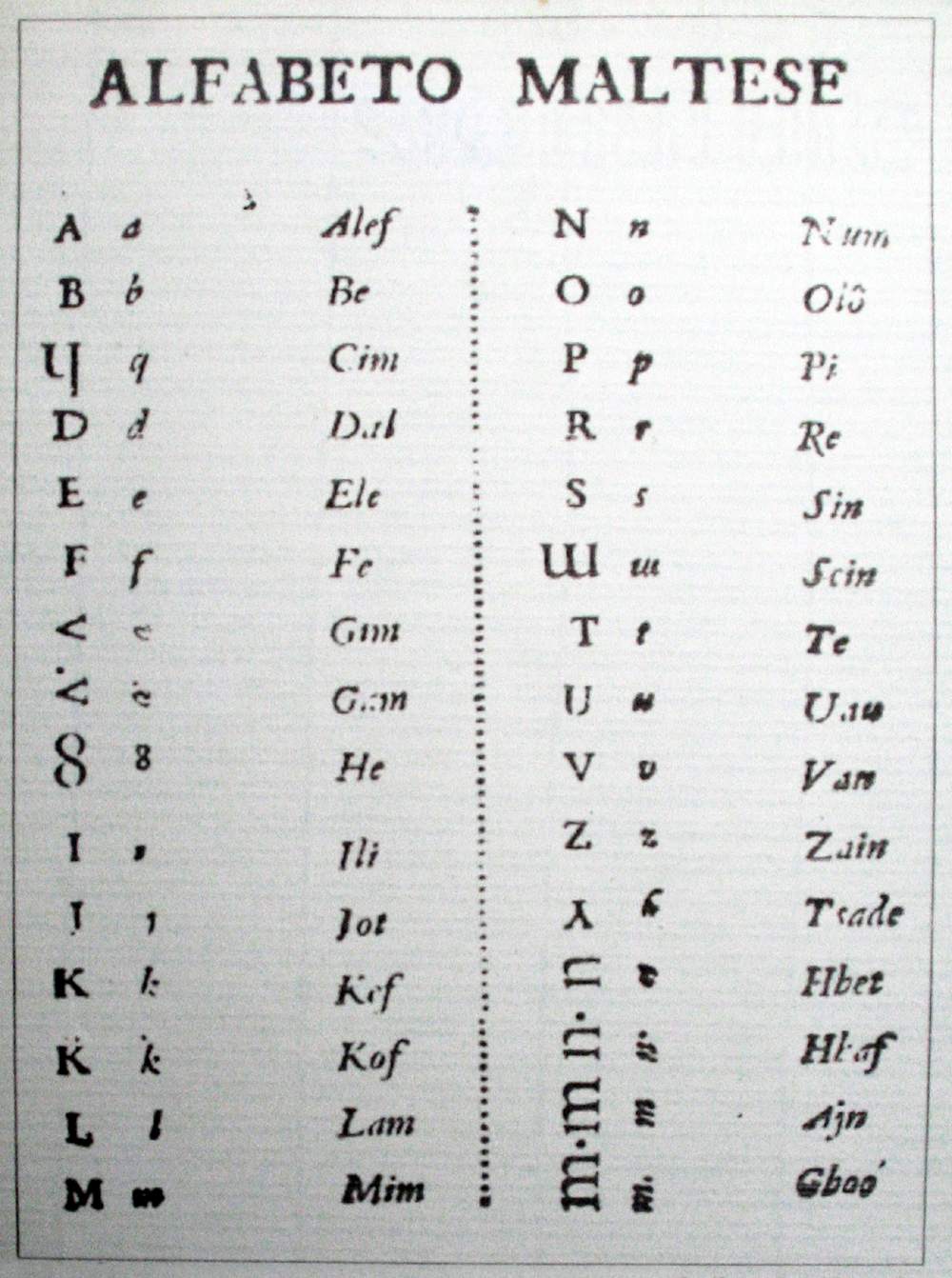
Мальтийский алфавит 1788 г.
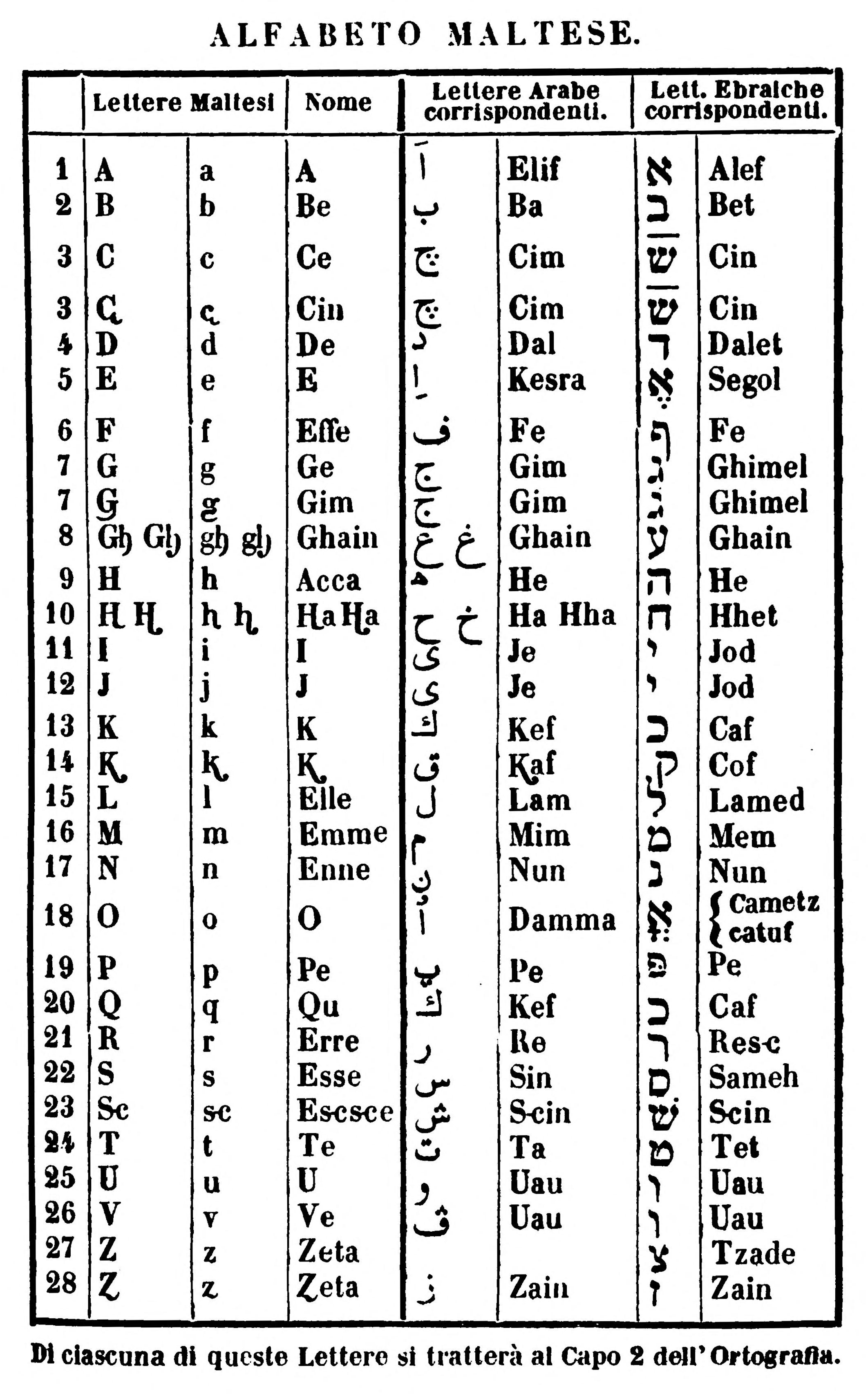
Мальтийский алфавит 1845 г.

## Лингвистическая характеристика

### Фонетика и фонология

#### Согласные
Согласные звуки мальтийского языка:
|               | Губные | Зубные | Альвеолярные | Палатальные | Велярные | Фарингальные | Глоттальные |
| ------------- | ------ | ------ | ------------ | ----------- | -------- | ------------ | ----------- |
| Носовые       | m      |        | n            |             |          |              |             |
| Взрывные      | p b    | t d    |              |             | k ɡ      |              | ʔ           |
| Аффрикаты     |        |        | t͡s d͡z        | t͡ʃ d͡ʒ       |          |              |             |
| Фрикативные   | f v    |        | s z          | ʃ ʒ         |          | ħ            |             |
| Аппроксиманты | w      |        | l            | j           |          |              |             |
| Дрожащие      |        |        | r            |             |          |              |             |

#### Гласные
В мальтийском языке пять кратких гласных / ɐ, ɛ, i, ɔ, ʊ /, которые на письме обозначаются буквами: a, e, i, o, u, и шесть долгих гласных / ɐː, ɛː, iː, ɪː, ɔː, ʊː /, которые на письме обозначаются буквами: a, e, ie, i, o, u. В мальтийском семь дифтонгов: / ɐɪ, ɛɪ, ɐʊ, ɛʊ, ɪʊ, ɔɪ, ɔʊ /.

#### Просодия
Ударение в мальтийском, как правило, падает на предпоследний слог, если иной слог не является долгим.

### Морфология
Грамматика мальтийского языка — семитского типа, с романским влиянием. Прилагательные следуют за существительными, отсутствует наречие как самостоятельная форма, порядок слов достаточно гибок. Имеется определённый артикль. Как в арабском и иврите, артикль ставится и перед существительными, и перед прилагательными — например, L-Art l-Imqaddsa — «Святая земля» (дословный перевод — «Земля Святая»; ср. также араб. الأرض المقدسة‎, ʾAl-ʾArḍ ʾal-Muqaddasa с тем же значением). Тем не менее это правило относится только к семитским словам и не действует при употреблении существительных и прилагательных романского происхождения.
Существительные изменяются по числам. У существительных романского происхождения множественное число образуется добавлением -i или -jiet: lingwa («язык», ср. итал. lingua) — lingwi; arti («искусство», ср. итал. arte) — artijiet. С существительными семитского происхождения всё гораздо сложнее. Такие существительные делятся на правильные и неправильные. У правильных существительных множественное число образуется добавлением -iet / -jiet (соответствует -at в арабском и -ot в иврите) или -in (соответствует -im в иврите). У неправильных же существительных множественное число образуется изменением гласных внутри: ktieb («книга») — kotba, raġel («человек») — irġiel. Такая система очень развита в арабском и встречается в иврите (с изменениями в основе слова, но все равно используются окончания числа).
Кроме множественного числа, в мальтийском языке также имеется двойственное. Оно образуется с помощью суффикса -ejn или -ajn и употребляется при указании двух или парных предметов — например, jum («день») — jumejn («два дня»), id («рука») — idejn («обе руки»).
В глаголах можно выделить семитский корень, состоящий из трёх согласных. Глагол спрягается добавлением к этому корню внутренних гласных, а также суффиксов и приставок. Пример: ktb — корень, означающий «писать», ktibna «мы написали» (ср. араб. katabna, иврит. katavnu с теми же значениями). Существуют два времени: настоящее и прошедшее (перфект). Для выражения будущего используются формы настоящего времени с добавлением частиц или вспомогательных глаголов.
Особенностью мальтийской глагольной системы является то, что к романским по происхождению глаголам добавляются семитские суффиксы и приставки — например, iddeċidejna «мы решили», где (i)ddeċieda — глагол (ср. итал. decidere), -ejna — семитский элемент, образующий форму 1-го лица множественного числа прошедшего времени. В литературном арабском и иврите такое происходит крайне редко, однако подобные формы встречаются в некоторых арабских диалектах.

### Лексика
Наряду с исконным слоем семитской лексики, составляющей в настоящее время около трети от всего словарного состава, в мальтийском языке обнаруживается огромное количество романских (в основном сицилийско-итальянских, реже — тосканско-итальянских) заимствований, составляющих около половины. В последнее столетие в него также в большом количестве проникали заимствования из английского языка.
В базовой лексике преобладают слова семитского происхождения, а для обозначения новых понятий и предметов из областей государственной деятельности, юриспруденции, образованию, искусству, литературе широко используются итальянизмы. Такие слова, как например raġel («человек»), mara («женщина»), tifel («ребёнок»), dar («дом»), xemx («солнце»), sajf («лето») по происхождению — семитские, а skola («школа»), gvern («правительство»), repubblika («республика»), re («король»), natura («природа»), pulizija («полиция»), ċentru («центр»), teatru («театр»), differenza («разница») — романские.
Итальянские по происхождению слова обычно отражают сицилийское произношение, в то время как литературный итальянский язык происходит из тосканского диалекта. Так, конечному -o в тосканском диалекте итальянского соответствует -u в мальтийском языке, как и в сицилийском диалекте, например, teatru, а не teatro. Также тосканскому -e соответствует -i, напр. arti «искусство», fidi «вера», lokali «местный житель» (ср. литературные итальянские arte, fede, locale). Как и в некоторых романских языках, звук «ш» передается буквой x, в отличие от итальянского, где для этой цели используется диграф sc: ambaxxata «посольство» (ср. итал. ambasciata), xena «сцена» (ср. итал. scena).
В настоящее время частым  явлением в мальтийском языке является заимствование слов из английского — например, strajk «забастовка» (от англ. strike), televixin «телевидение» (от англ. television), tim «команда» (от англ. team). Некоторые слова сохраняют английское написание — например, union «союз», «объединение», leave «отпуск», bonus «премия».

## Мальтийская Википедия
Существует раздел Википедии на мальтийском языке («Мальтийская Википедия»), первая правка в нём была сделана в 2004 году. По состоянию на 0:15 (UTC) 10 августа 2025 года раздел содержит 7476 статей (общее число страниц — 23 281); в нём зарегистрировано 25 679 участников, 4 из них имеют статус администратора; 51 участник совершил какие-либо действия за последние 30 дней; общее число правок за время существования раздела составляет 323 809.